# Ventsislav Vasilev
Ventsislav Vasilev (tiếng Bulgaria: Венцислав Василев; sinh 8 tháng 7 năm 1988) là một cầu thủ bóng đá Bulgaria thi đấu ở vị trí hậu vệ cho Etar Veliko Tarnovo.

## Sự nghiệp
Anh khởi đầu sự nghiệp ở câu lạc bộ Minyor Pernik năm 2006. Anh rời câu lạc bộ năm 2010 đến với Aris Limassol. Anh trở về câu lạc bộ cũ Minyor Pernik năm 2011. Anh là đội trưởng của Minyor Pernik mùa giải 2012-13.
Ngày 21 tháng 12 năm 2012, Vasilev ký bản hợp đồng 2,5 năm với CSKA Sofia.

## Sự nghiệp quốc tế
Ngày 7 tháng 2 năm 2015, Vasilev ra mắt lần đầu cho Bulgaria, trong trận giao hữu hòa 0–0 cùng với România, thi đấu hết trận. Anh ra mắt chính thức cho đội tuyển lần đầu ngày 28 tháng 3 năm 2015, sau khi vào sân từ ghế dự bị những phút cuối trong trận hòa 2–2 sân nhà trước Ý tại vòng loại Euro 2016.